# Mistrzostwa Świata Juniorek w Hokeju na Lodzie 2023 (I Dywizja)
Mistrzostwa Świata Juniorek w Hokeju na Lodzie 2023 odbyły się w dwóch państwach: we Włoszech (Ritten) oraz w Polsce (Katowice). Zawody grupy A były rozgrywane w dniach 9–15 stycznia 2023 roku, natomiast mecze grupy B rozgerane zostały w dniach 10–15 stycznia 2023 roku.
W mistrzostwach pierwszej dywizji uczestniczyło 12 zespołów, które zostały podzielone na dwie grupy po 6 zespołów. Rozgrywały one mecze systemem każdy z każdym. Pierwsza drużyna turnieju grupy A awansowała do mistrzostw świata elity, ostatni zespół grupy A zagra w grupie B, zastępując zwycięzcę turnieju grupy B. Najsłabsza drużyna grupy B spadła do drugiej dywizji.
Hale, w których odbyły się zawody, to:
- Ritten Arena (Ritten)
- Jantor Arena (Katowice)

## Grupa A
Do mistrzostw świata elity w 2024 z Dywizji IA awansowała najlepsza reprezentacja. Ostatni zespół został zdegradowany.
| 9 stycznia 2023 | Norwegia | 1:3 | Niemcy | Ritten Arena, Ritten |

| Szczegóły      | Szczegóły           | Szczegóły       | Szczegóły                                                           | Szczegóły                                                                        |
| -------------- | ------------------- | --------------- | ------------------------------------------------------------------- | -------------------------------------------------------------------------------- |
| Godzina: 13:00 | I. Grini (PP) 32:40 | (0:1, 1:2, 0:0) | 19:07 (PP) C. Schaffrath 28:16 (EQ) A. Rose 36:26 (EQ) R. del Monte | Widzów: 87 Sędzia główny: Melissa Boverio Sędziowie liniowi: Anja Klemm Amy Lack |
| Godzina: 13:00 | 8 min. kar          |                 | 4 min. kar                                                          | Widzów: 87 Sędzia główny: Melissa Boverio Sędziowie liniowi: Anja Klemm Amy Lack |

| 9 stycznia 2023 | Węgry | 1:2 | Francja | Ritten Arena, Ritten |

| Szczegóły      | Szczegóły             | Szczegóły       | Szczegóły                                   | Szczegóły |
| -------------- | --------------------- | --------------- | ------------------------------------------- | --- |
| Godzina: 16:30 | B. Mozolai (EQ) 25:20 | (0:0, 1:0, 0:2) | 57:37 (PP) E. Zilliox 59:45 (PP) M. Origlio | Widzów: 73 Sędzia główny: Drahomíra Fialová Sędziowie liniowi: Cassandra Repstock-Romme Kaitlyn van de Wijgert |
| Godzina: 16:30 | 16 min. kar           |                 | 8 min. kar                                  | Widzów: 73 Sędzia główny: Drahomíra Fialová Sędziowie liniowi: Cassandra Repstock-Romme Kaitlyn van de Wijgert |

| 9 stycznia 2023 | Austria | 0:1 pd. | Włochy | Ritten Arena, Ritten |

| Szczegóły      | Szczegóły  | Szczegóły            | Szczegóły                  | Szczegóły                                                                              |
| -------------- | ---------- | -------------------- | -------------------------- | -------------------------------------------------------------------------------------- |
| Godzina: 20:00 |            | (0:0, 0:0, 0:0, 0:1) | 63:09 (EQ) M. Heidenberger | Widzów: 113 Sędzia główny: Aina Hove Sędziowie liniowi: Helina Anttila Ines Confidenti |
| Godzina: 20:00 | 8 min. kar |                      | 6 min. kar                 | Widzów: 113 Sędzia główny: Aina Hove Sędziowie liniowi: Helina Anttila Ines Confidenti |

| 10 stycznia 2023 | Niemcy | 3:1 | Węgry | Ritten Arena, Ritten |

| Szczegóły      | Szczegóły                                                           | Szczegóły       | Szczegóły           | Szczegóły                                                                              |
| -------------- | ------------------------------------------------------------------- | --------------- | ------------------- | -------------------------------------------------------------------------------------- |
| Godzina: 13:00 | L. Klein (EQ) 17:41 L. Schmidt (EQ) 36:20 H. Weichenhain (PP) 38:03 | (1:1, 2:0, 0:0) | 08:03 (EQ) V. Simon | Widzów: 52 Sędzia główny: Aina Hove Sędziowie liniowi: Amy Lack Kaitlyn van de Wijgert |
| Godzina: 13:00 | 12 min. kar                                                         |                 | 8 min. kar          | Widzów: 52 Sędzia główny: Aina Hove Sędziowie liniowi: Amy Lack Kaitlyn van de Wijgert |

| 10 stycznia 2023 | Francja | 2:3 pk. | Austria | Ritten Arena, Ritten |

| Szczegóły      | Szczegóły                                   | Szczegóły                 | Szczegóły                                                        | Szczegóły                                                                                                |
| -------------- | ------------------------------------------- | ------------------------- | ---------------------------------------------------------------- | --- |
| Godzina: 16:30 | P. Lavorel (EQ) 06:53 C. Piazzon (EQ) 29:17 | (1:1, 1:0, 0:1, 0:0, 0:1) | 12:06 (PP) L. Artner 42:32 (EQ) Z. Hobitsch 65:00 (GWG) A. Billa | Widzów: 67 Sędzia główny: Michaela Matejová Sędziowie liniowi: Anette Fjeldstad Cassandra Repstock-Romme |
| Godzina: 16:30 | 6 min. kar                                  |                           | 12 min. kar                                                      | Widzów: 67 Sędzia główny: Michaela Matejová Sędziowie liniowi: Anette Fjeldstad Cassandra Repstock-Romme |

| 10 stycznia 2023 | Włochy | 4:1 | Norwegia | Ritten Arena, Ritten |

| Szczegóły      | Szczegóły                                                                                  | Szczegóły       | Szczegóły            | Szczegóły                                                                                 |
| -------------- | ------------------------------------------------------------------------------------------ | --------------- | -------------------- | ----------------------------------------------------------------------------------------- |
| Godzina: 20:00 | M. Fantin (EQ) 04:56 L. Lobis (EQ) 06:13 M. Heidenberger (PP) 37:13 A. Giuliani (EQ) 45:16 | (2:0, 1:0, 1:1) | 54:55 (EQ) E. Morken | Widzów: 113 Sędzia główny: Drahomíra Fialová Sędziowie liniowi: Helina Anttila Anja Klemm |
| Godzina: 20:00 | 4 min. kar                                                                                 |                 | 29 min. kar          | Widzów: 113 Sędzia główny: Drahomíra Fialová Sędziowie liniowi: Helina Anttila Anja Klemm |

| 12 stycznia 2023 | Niemcy | 2:0 | Austria | Ritten Arena, Ritten |

| Szczegóły      | Szczegóły                                       | Szczegóły       | Szczegóły  | Szczegóły                                                                                      |
| -------------- | ----------------------------------------------- | --------------- | ---------- | ---------------------------------------------------------------------------------------------- |
| Godzina: 13:00 | A. Gruss (EQ) 38:56 E.-L. Hanack (EQ/ENG) 58:57 | (0:0, 1:0, 1:0) |            | Widzów: 86 Sędzia główny: Drahomíra Fialová Sędziowie liniowi: Helina Anttila Anette Fjeldstad |
| Godzina: 13:00 | 6 min. kar                                      |                 | 4 min. kar | Widzów: 86 Sędzia główny: Drahomíra Fialová Sędziowie liniowi: Helina Anttila Anette Fjeldstad |

| 12 stycznia 2023 | Francja | 0:2 | Włochy | Ritten Arena, Ritten |

| Szczegóły      | Szczegóły   | Szczegóły       | Szczegóły                                      | Szczegóły                                                                                       |
| -------------- | ----------- | --------------- | ---------------------------------------------- | ----------------------------------------------------------------------------------------------- |
| Godzina: 16:30 |             | (0:1, 0:1, 0:0) | 01:02 (PP) L. Lobis 27:50 (PP) M. Heidenberger | Widzów: 118 Sędzia główny: Melissa Boverio Sędziowie liniowi: Anja Klemm Kaitlyn van de Wijgert |
| Godzina: 16:30 | 12 min. kar |                 | 12 min. kar                                    | Widzów: 118 Sędzia główny: Melissa Boverio Sędziowie liniowi: Anja Klemm Kaitlyn van de Wijgert |

| 12 stycznia 2023 | Norwegia | 2:3 | Węgry | Ritten Arena, Ritten |

| Szczegóły      | Szczegóły                                      | Szczegóły       | Szczegóły                                                            | Szczegóły                                                                                               |
| -------------- | ---------------------------------------------- | --------------- | -------------------------------------------------------------------- | --- |
| Godzina: 20:00 | G. Kristiansen (EQ) 11:52 M. Carlin (EQ) 47:10 | (1:1, 0:0, 1:2) | 18:36 (PP) B. Mozolai 49:48 (PP/EA) R. Metzler 55:22 (PP) R. Metzler | Widzów: 58 Sędzia główny: Michaela Matejová Sędziowie liniowi: Ines Confidenti Cassandra Repstock-Romme |
| Godzina: 20:00 | 10 min. kar                                    |                 | 4 min. kar                                                           | Widzów: 58 Sędzia główny: Michaela Matejová Sędziowie liniowi: Ines Confidenti Cassandra Repstock-Romme |

| 13 stycznia 2023 | Włochy | 0:1 pk. | Niemcy | Ritten Arena, Ritten |

| Szczegóły      | Szczegóły  | Szczegóły                 | Szczegóły                | Szczegóły                                                                                |
| -------------- | ---------- | ------------------------- | ------------------------ | ---------------------------------------------------------------------------------------- |
| Godzina: 13:00 |            | (0:0, 0:0, 0:0, 0:0, 0:1) | 65:00 (GWG) E.-L. Hanack | Widzów: 123 Sędzia główny: Aina Hove Sędziowie liniowi: Ines Confidenti Anette Fjeldstad |
| Godzina: 13:00 | 6 min. kar |                           | 4 min. kar               | Widzów: 123 Sędzia główny: Aina Hove Sędziowie liniowi: Ines Confidenti Anette Fjeldstad |

| 13 stycznia 2023 | Francja | 5:1 | Norwegia | Ritten Arena, Ritten |

| Szczegóły      | Szczegóły | Szczegóły       | Szczegóły                 | Szczegóły                                                                          |
| -------------- | --- | --------------- | ------------------------- | ---------------------------------------------------------------------------------- |
| Godzina: 16:30 | C. Gentien (EQ) 11:14 J. Bernoussi (EQ) 18:36 J. Bernoussi (EQ) 24:14 A. Peyne Dingival (EQ) 31:32 E. Zilliox (EQ) 36:42 | (2:0, 3:0, 0:1) | 43:50 (EQ) G. Kristiansen | Widzów: 71 Sędzia główny: Michaela Matejová Sędziowie liniowi: Anja Klemm Amy Lack |
| Godzina: 16:30 | 8 min. kar |                 | 2 min. kar                | Widzów: 71 Sędzia główny: Michaela Matejová Sędziowie liniowi: Anja Klemm Amy Lack |

| 13 stycznia 2023 | Węgry | 3:2 pd. | Austria | Ritten Arena, Ritten |

| Szczegóły      | Szczegóły                                                       | Szczegóły            | Szczegóły                                | Szczegóły                                                                                            |
| -------------- | --------------------------------------------------------------- | -------------------- | ---------------------------------------- | --- |
| Godzina: 20:00 | R. Metzler (EQ) 17:08 B. Koncz (EQ) 25:55 R. Metzler (EQ) 62:59 | (1:0, 1:2, 0:0, 1:0) | 24:41 (SH) L. Kutzer 38:59 (EQ) S. Unger | Widzów: 52 Sędzia główny: Melissa Boverio Sędziowie liniowi: Helina Anttila Cassandra Repstock-Romme |
| Godzina: 20:00 | 4 min. kar                                                      |                      | 10 min. kar                              | Widzów: 52 Sędzia główny: Melissa Boverio Sędziowie liniowi: Helina Anttila Cassandra Repstock-Romme |

| 15 stycznia 2023 | Austria | 1:3 | Norwegia | Ritten Arena, Ritten |

| Szczegóły      | Szczegóły            | Szczegóły       | Szczegóły                                                               | Szczegóły                                                                                           |
| -------------- | -------------------- | --------------- | ----------------------------------------------------------------------- | --------------------------------------------------------------------------------------------------- |
| Godzina: 13:00 | L. Kutzer (EQ) 53:57 | (0:1, 0:2, 1:0) | 08:04 (EQ) G. Kristiansen 30:05 (EQ) I. Haave 39:39 (EQ) G. Kristiansen | Widzów: 76 Sędzia główny: Melissa Boverio Sędziowie liniowi: Ines Confidenti Kaitlyn van de Wijgert |
| Godzina: 13:00 | 6 min. kar           |                 | 2 min. kar                                                              | Widzów: 76 Sędzia główny: Melissa Boverio Sędziowie liniowi: Ines Confidenti Kaitlyn van de Wijgert |

| 15 stycznia 2023 | Włochy | 1:3 | Węgry | Ritten Arena, Ritten |

| Szczegóły      | Szczegóły            | Szczegóły       | Szczegóły                                                           | Szczegóły                                                                         |
| -------------- | -------------------- | --------------- | ------------------------------------------------------------------- | --------------------------------------------------------------------------------- |
| Godzina: 16:30 | M. Fantin (PP) 05:55 | (1:1, 0:2, 0:0) | 08:55 (EQ) F. Pásztor 23:38 (EQ) B. Mozolai 36:35 (EQ/EA) T. Gondos | Widzów: 204 Sędzia główny: Aina Hove Sędziowie liniowi: Anette Fjeldstad Amy Lack |
| Godzina: 16:30 | 8 min. kar           |                 | 6 min. kar                                                          | Widzów: 204 Sędzia główny: Aina Hove Sędziowie liniowi: Anette Fjeldstad Amy Lack |

| 15 stycznia 2023 | Niemcy | 1:2 pk. | Francja | Ritten Arena, Ritten |

| Szczegóły      | Szczegóły           | Szczegóły                 | Szczegóły                                      | Szczegóły                                                                                |
| -------------- | ------------------- | ------------------------- | ---------------------------------------------- | ---------------------------------------------------------------------------------------- |
| Godzina: 20:00 | A. Gruss (EQ) 46:41 | (0:0, 0:0, 1:1, 0:0, 0:1) | 43:14 (EQ) J. Bernoussi 65:00 (GWG) P. Lavorel | Widzów: 78 Sędzia główny: Michaela Matejová Sędziowie liniowi: Helina Anttila Anja Klemm |
| Godzina: 20:00 | 6 min. kar          |                           | 8 min. kar                                     | Widzów: 78 Sędzia główny: Michaela Matejová Sędziowie liniowi: Helina Anttila Anja Klemm |

Tabela
| Lp. | Zespół   | M | Pkt | Z | Zd | Pd | P | G+ | G- | +/− |
| --- | -------- | - | --- | - | -- | -- | - | -- | -- | --- |
| 1   | Niemcy   | 5 | 12  | 3 | 1  | 1  | 0 | 10 | 4  | +6  |
| 2   | Włochy   | 5 | 9   | 2 | 1  | 1  | 1 | 8  | 5  | +3  |
| 3   | Francja  | 5 | 9   | 2 | 1  | 1  | 1 | 11 | 8  | +3  |
| 4   | Węgry    | 5 | 8   | 2 | 1  | 0  | 2 | 11 | 10 | +1  |
| 5   | Austria  | 5 | 4   | 0 | 1  | 2  | 2 | 6  | 11 | -5  |
| 6   | Norwegia | 5 | 3   | 1 | 0  | 0  | 4 | 8  | 16 | -8  |

    = awans do elity     = utrzymanie w Dywizji IA     = spadek do Dywizji IB
Statystyki indywidualne
- Klasyfikacja strzelców:  Gina Kristiansen: 5 goli[1]
- Klasyfikacja asystentów:  Boglarka Bahiczki-Toth
 Matilde Fantin
 Tamara Gondos
 Marleen Origlio
 Emma Rindone: 4 asysty[2]
- Klasyfikacja kanadyjska:  Regina Metzler: 6 punktów[3]
- Klasyfikacja kanadyjska obrońców:  Laura Lobis
 Elina Zilliox: 4 punkty[4]
- Klasyfikacja +/−:  Chloe Gentien
 Marleen Origlio:+7[5]
- Klasyfikacja skuteczności interwencji bramkarzy:  Margherita Ostoni: 100,00%[6]
- Klasyfikacja średniej goli straconych na mecz bramkarzy:  Margherita Ostoni: 0,00
- Klasyfikacja minut kar:  Thea Rustbakken: 29 minut[7]

Nagrody indywidualne
Dyrektoriat turnieju wybrał trójkę najlepszych zawodników, po jednym na każdej pozycji:
- Bramkarz:  Chiara Schultes
- Obrońca:  Charlott Schaffrath
- Napastnik:  Matilde Fantin

## Grupa B
Do mistrzostw świata dywizji IA w 2024 z Dywizji IB awansowała najlepsza reprezentacja. Ostatni zespół został zdegradowany. Zespół Chin wycofał się przed startem turnieju.
| 10 stycznia 2023 | Polska | 6:0 | Korea Południowa | Jantor Arena, Katowice |

| Szczegóły      | Szczegóły | Szczegóły       | Szczegóły   | Szczegóły                                                                                   |
| -------------- | --- | --------------- | ----------- | ------------------------------------------------------------------------------------------- |
| Godzina: 16:30 | M. Łąpieś (EQ) 10:08 L. Zięba (EQ) 23:34 M. Stępień (EQ) 37:02 A. Sencerz (EQ) 41:34 M. Stępień (SH) 52:01 W. Huchel (EQ) 57:51 | (1:0, 2:0, 3:0) |             | Widzów: 300 Sędzia główny: Ramune Maleckiene Sędziowie liniowi: Mai Mizuhori Alice Zabrsova |
| Godzina: 16:30 | 4 min. kar |                 | 10 min. kar | Widzów: 300 Sędzia główny: Ramune Maleckiene Sędziowie liniowi: Mai Mizuhori Alice Zabrsova |

| 10 stycznia 2023 | Hiszpania | 4:1 | Chińskie Tajpej | Jantor Arena, Katowice |

| Szczegóły      | Szczegóły                                                                                           | Szczegóły       | Szczegóły            | Szczegóły                                                                              |
| -------------- | --------------------------------------------------------------------------------------------------- | --------------- | -------------------- | -------------------------------------------------------------------------------------- |
| Godzina: 20:00 | C. Castellanos (EQ) 17:00 P. Gimenez (EQ) 23:47 C. Castellanos (EQ) 33:54 C. Castellanos (EQ) 44:56 | (1:1, 2:0, 1:0) | 10:10 (EQ) Lin C.-Y. | Widzów: 87 Sędzia główny: Maria Chavez Sędziowie liniowi: Baiba Dzene Anhelina Maifeld |
| Godzina: 20:00 | 6 min. kar                                                                                          |                 | 6 min. kar           | Widzów: 87 Sędzia główny: Maria Chavez Sędziowie liniowi: Baiba Dzene Anhelina Maifeld |

| 11 stycznia 2023 | Dania | 3:0 | Hiszpania | Jantor Arena, Katowice |

| Szczegóły      | Szczegóły                                                       | Szczegóły       | Szczegóły  | Szczegóły                                                                               |
| -------------- | --------------------------------------------------------------- | --------------- | ---------- | --------------------------------------------------------------------------------------- |
| Godzina: 19:00 | N. Bergmann (EQ) 12:37 O. Ranum (PP2) 16:03 O. Ranum (PP) 52:25 | (2:0, 0:0, 1:0) |            | Widzów: 94 Sędzia główny: Sini Kauhanen Sędziowie liniowi: Maren Frohaug Alice Zabrsova |
| Godzina: 19:00 | 24 min. kar                                                     |                 | 8 min. kar | Widzów: 94 Sędzia główny: Sini Kauhanen Sędziowie liniowi: Maren Frohaug Alice Zabrsova |

| 12 stycznia 2023 | Dania | 3:1 | Polska | Jantor Arena, Katowice |

| Szczegóły      | Szczegóły                                                     | Szczegóły       | Szczegóły                | Szczegóły                                                                               |
| -------------- | ------------------------------------------------------------- | --------------- | ------------------------ | --------------------------------------------------------------------------------------- |
| Godzina: 16:30 | F. Foss (EQ) 01:09 F. Kielstrup (EQ) 29:14 N. Hoeg (EQ) 33:22 | (1:0, 2:0, 0:1) | 51:37 (EA) M. Brzezińska | Widzów: 387 Sędzia główny: Maria Chavez Sędziowie liniowi: Baiba Dzene Anhelina Maifeld |
| Godzina: 16:30 | 4 min. kar                                                    |                 | 8 min. kar               | Widzów: 387 Sędzia główny: Maria Chavez Sędziowie liniowi: Baiba Dzene Anhelina Maifeld |

| 12 stycznia 2023 | Chińskie Tajpej | 0:3 | Korea Południowa | Jantor Arena, Katowice |

| Szczegóły      | Szczegóły   | Szczegóły       | Szczegóły                                               | Szczegóły                                                                                   |
| -------------- | ----------- | --------------- | ------------------------------------------------------- | ------------------------------------------------------------------------------------------- |
| Godzina: 20:00 |             | (0:1, 0:1, 0:1) | 13:19 (EQ) Han Y.‎ 25:58 (EQ) Lee E. 59:02 (PP2) Song H. | Widzów: 37 Sędzia główny: Ramune Maleckiene Sędziowie liniowi: Maren Frohaug Alice Zabrsova |
| Godzina: 20:00 | 12 min. kar |                 | 12 min. kar                                             | Widzów: 37 Sędzia główny: Ramune Maleckiene Sędziowie liniowi: Maren Frohaug Alice Zabrsova |

| 13 stycznia 2023 | Hiszpania | 0:4 | Polska | Jantor Arena, Katowice |

| Szczegóły      | Szczegóły   | Szczegóły       | Szczegóły                                                                                 | Szczegóły                                                                                 |
| -------------- | ----------- | --------------- | ----------------------------------------------------------------------------------------- | ----------------------------------------------------------------------------------------- |
| Godzina: 16:30 |             | (0:2, 0:0, 0:2) | 05:28 (EQ) M. Stępień‎ 16:49 (EQ) N. Nosal 58:13 (EQ) M. Brzezińska 59:23 (SH/ENG) J. Żyła | Widzów: 358 Sędzia główny: Sini Kauhanen Sędziowie liniowi: Anhelina Maifeld Mai Mizuhori |
| Godzina: 16:30 | 10 min. kar |                 | 6 min. kar                                                                                | Widzów: 358 Sędzia główny: Sini Kauhanen Sędziowie liniowi: Anhelina Maifeld Mai Mizuhori |

| 14 stycznia 2023 | Chińskie Tajpej | 1:9 | Dania | Jantor Arena, Katowice |

| Szczegóły      | Szczegóły        | Szczegóły       | Szczegóły | Szczegóły                                                                                  |
| -------------- | ---------------- | --------------- | --- | ------------------------------------------------------------------------------------------ |
| Godzina: 16:30 | Wu J. (EQ) 34:03 | (0:3, 1:1, 0:5) | 12:44 (EQ) O. Ranum‎ 13:05 (EQ) O. Lundmark 15:14 (EQ) N. Bergmann 29:12 (EQ) N. Bergmann 44:55 (PP) F. Kielstrup 45:53 (EQ) F. Foss 46:52 (EQ) R. Helms 55:12 (EQ) V. Dahlmann 56:15 (EQ) N. Bergmann | Widzów: 68 Sędzia główny: Ramune Maleckiene Sędziowie liniowi: Mai Mizuhori Alice Zabrsova |
| Godzina: 16:30 | 4 min. kar       |                 | 4 min. kar | Widzów: 68 Sędzia główny: Ramune Maleckiene Sędziowie liniowi: Mai Mizuhori Alice Zabrsova |

| 14 stycznia 2023 | Korea Południowa | 1:2 pd. | Hiszpania | Jantor Arena, Katowice |

| Szczegóły      | Szczegóły         | Szczegóły            | Szczegóły                                       | Szczegóły                                                                           |
| -------------- | ----------------- | -------------------- | ----------------------------------------------- | ----------------------------------------------------------------------------------- |
| Godzina: 20:00 | Cho E. (EQ) 49:29 | (0:0, 0:0, 1:1, 0:1) | 45:45 (EQ) P. Gimenez 63:09 (EQ) C. Castellanos | Widzów: 39 Sędzia główny: Maria Chavez Sędziowie liniowi: Baiba Dzene Maren Frohaug |
| Godzina: 20:00 | 4 min. kar        |                      | 12 min. kar                                     | Widzów: 39 Sędzia główny: Maria Chavez Sędziowie liniowi: Baiba Dzene Maren Frohaug |

| 15 stycznia 2023 | Polska | 4:0 | Chińskie Tajpej | Jantor Arena, Katowice |

| Szczegóły      | Szczegóły                                                                                | Szczegóły       | Szczegóły  | Szczegóły                                                                             |
| -------------- | ---------------------------------------------------------------------------------------- | --------------- | ---------- | ------------------------------------------------------------------------------------- |
| Godzina: 16:30 | M. Łąpieś (EQ) 34:25 M. Brzezińska (EQ) 34:38 J. Żyła (EQ) 45:27 J. Jankowska (EQ) 51:15 | (0:0, 2:0, 2:0) |            | Widzów: 567 Sędzia główny: Sini Kauhanen Sędziowie liniowi: Baiba Dzene Maren Frohaug |
| Godzina: 16:30 | 2 min. kar                                                                               |                 | 0 min. kar | Widzów: 567 Sędzia główny: Sini Kauhanen Sędziowie liniowi: Baiba Dzene Maren Frohaug |

| 15 stycznia 2023 | Korea Południowa | 1:4 | Dania | Jantor Arena, Katowice |

| Szczegóły      | Szczegóły         | Szczegóły       | Szczegóły                                                                                | Szczegóły                                                                               |
| -------------- | ----------------- | --------------- | ---------------------------------------------------------------------------------------- | --------------------------------------------------------------------------------------- |
| Godzina: 20:00 | Lee E. (PP) 59:03 | (0:2, 0:1, 1:1) | 00:27 (EQ) V. Dahlmann 04:23 (EQ) F. Kielstrup 26:26 (EQ) F. Foss 52:53 (EQ) N. Bergmann | Widzów: 69 Sędzia główny: Maria Chavez Sędziowie liniowi: Anhelina Maifeld Mai Mizuhori |
| Godzina: 20:00 | 8 min. kar        |                 | 4 min. kar                                                                               | Widzów: 69 Sędzia główny: Maria Chavez Sędziowie liniowi: Anhelina Maifeld Mai Mizuhori |

Tabela
| Lp. | Zespół           | M | Pkt | Z | Zd | Pd | P | G+ | G- | +/− |
| --- | ---------------- | - | --- | - | -- | -- | - | -- | -- | --- |
| 1   | Dania            | 4 | 12  | 4 | 0  | 0  | 0 | 19 | 3  | +16 |
| 2   | Polska           | 4 | 9   | 3 | 0  | 0  | 1 | 15 | 3  | +12 |
| 3   | Hiszpania        | 4 | 5   | 1 | 1  | 0  | 2 | 6  | 9  | -3  |
| 4   | Korea Południowa | 4 | 4   | 1 | 0  | 1  | 2 | 5  | 12 | -7  |
| 5   | Chińskie Tajpej  | 4 | 0   | 0 | 0  | 0  | 4 | 2  | 20 | -18 |
| 6   | Chiny            | 0 | 0   | 0 | 0  | 0  | 0 | 0  | 0  | 0   |

    = awans do Dywizji IA     = utrzymanie w Dywizji IB     = spadek do Dywizji IIA
Statystyki indywidualne
- Klasyfikacja strzelców:  Nikita Bergmann: 5 goli[9]
- Klasyfikacja asystentów:  Eva Aizpurua
 My Lau
 Ida Søndergaard: 3 asysty[10]
- Klasyfikacja kanadyjska:  Nikita Bergmann: 6 punktów[11]
- Klasyfikacja kanadyjska obrońców:  Natalia Nosal: 3 punkty[12]
- Klasyfikacja +/−:  Maja Brzezińska:+7[13]
- Klasyfikacja skuteczności interwencji bramkarzy:  Caroline Bjergstad: 96,77%[14]
- Klasyfikacja średniej goli straconych na mecz bramkarzy:  Caroline Bjergstad
 Nadia Ratajczyk: 0,75
- Klasyfikacja minut kar:  Frederikke Foss: 18 minut[15]

Nagrody indywidualne
Dyrektoriat turnieju wybrał trójkę najlepszych zawodników, po jednym na każdej pozycji:
- Bramkarz:  Nadia Ratajczyk
- Obrońca:  Indira Bosch
- Napastnik:  Nikita Bergmann